# Les Portes-en-Ré
Les Portes-en-Ré là một xã trong tỉnh Charente-Maritime tây nam Pháp trên đảo Ré (Île de Ré).
Thị trấn có diện tích 8,51 km2, dân số năm 1999 là 661 người.